# Strachy na Lachy
Strachy na Lachy je polská alternativně rocková hudební skupina, která vznikla v roce 2003. Dvě její alba, Dodekafonia a !TO!, se umístila na první příčce polského žebříčku.

## Diskografie
- 2003 – Strachy na Lachy
- 2005 – Piła tango
- 2007 – Autor
- 2008 – Zakazane piosenki
- 2010 – Dodekafonia
- 2011 – Dekada
- 2013 – !TO!

## Členové
- Krzysztof „Grabaż“ Grabowski – zpěv, elektrická kytara
- Andrzej „Kozak“ Kozakiewicz – zpěv, elektrická kytara
- Rafał „Kuzyn“ Piotrkowiak – bicí
- Longin „Lo“ Bartkowiak – baskytara
- Mariusz „Maniek“ Nalepa – konga, kytara, harmonika, zpěv
- Tomasz „Tom Horn“ Rożek – klávesy